# فرانسيس بريستون بلير جونيور
كان فرانسيس بريستون بلير جونيور (من مواليد 19 فبراير عام 1821 – 8 يوليو عام 1875)، قاضيًا وسياسيًا وجنديًا أمريكيًا. مثّل ولاية ميزوري في كل من مجلس النّواب ومجلس الشيوخ، وهو ناشط مؤيد لمنع ضمّ ولاية ميزوري إلى الولايات الكونفدرالية الأمريكية في بداية الحرب الأهلية.
لعِبَ بلير دورًا فعالًا في تعيين ناثانييل ليون قائدًا عسكريًا جديدًا في الدائرة الغربية للجيش الأمريكي. قدّم بلير أيضًا المساعدة لليون للحصول على مساعدة من الدفاع المحلي لسانت لويس في نقل أكثر من 20000 بندقية تقليدية وبندقية (المسكيت) من سانت لويس أرسنال إلى إلينوي. اعتبر الانفصاليون في ميزوري هذا الحدث بمثابة خرق للهدنة غير الرسمية التي تقرّرت في الولاية. أدّى ذلك إلى تحضير المشهد لقضية معسكر جاكسون واستمرار حرب العصابات من قِبَل العناصر الثائرة المؤيدة للعبودية في عام 1862، التحق بلير بمتطوعي الدفاع المحلي في ولاية ميزوري، حيث رُقّي إلى رتبة جنرال، وقاد كتيبة في فيكسبورغ بقيادة شيرمان، وشارك في مسيرة شيرمان إلى البحر وأنهى الحرب بصفته قائد فيلق.
في عام 1868، ترشّح بلير لمنصب نائب الرئيس، هوراشيو سيمور، لكن اعتقد البعض أن خُطَبه المثيرة حول مخاطر تحرّر الّسود قد أدّت إلى فوز الديمقراطيين في الانتخابات. عانى بلير من سكتة دماغية في عام 1872، لكنه واصل نشاطه في سياسات الدولة حتى وفاته.

## حياته المُبكرة والمهنية
وُلِدَ بلير في ليكسينغتون في كنتاكي. وهو الابن الثالث والأصغر لرئيس التحرير السياسي فرانسيس بريستون بلير، وإليزا فيوليت (غيست) بلير. وهو شقيق مونتغمري بلير، عمدة سانت لويس ومدير مكتب البريد في عهد لنكولن، وابن عم بي. غراتز براون، عضو مجلس الشيوخ الأمريكي وحاكم ولاية ميزوري. التحق بلير في مدارس واشنطن، وسُجّل في جامعة يال وجامعة نورث كارولينا، لكنه تخرّج من جامعة برينستون في عام 1841، ثم درس الحقوق في جامعة ترانسيلفانيا. بعد انضمامه إلى نقابة كنتاكي للمحامين في ليكسينغتون، استّمر في تدريباته في سانت لويس في عام 1842 مع شقيقه الأكبر، في 1842-1845، عَمِل في مكتب المحامي توماس هارت بنتون.

## الحرب المكسيكية الأميركية
في خريف عام 1845، سافر بلير إلى الغرب للبحث عن البوفالو، وبقي طوال فصل الشتاء في كولورادو الشرقية مع ابن عمه جورج بينت في قلعة بينت التاريخية في سانتا فيتريل. بعد بدء الحرب المكسيكية الأمريكية، انضّم بلير إلى بعثة الجنرال ستيفن كيرني في سانتا في، إذ عُيّن بلير بعد ذلك محاميًا عامَا لإقليم نيو مكسيكو بعد أن تمّ تأمينه. بالتعاون مع ألكساندر ويليام دونيفان وويلارد بريبل هول وديفيد والدو، طوّر بلير قانون أمريكي خاص بالمنطقة وأصبح قاضًا في المحكمة المتنقلة المُنشأة حديثًا.

## في الميدان السياسي
نظرًا لاهتمامه بمجال السياسة أكثر منه في القانون، عاد بلير إلى سانت لويس في صيف عام 1847. أصبح صديقًا شخصيًا وسياسيًا لتوماس هارت بنتون، وقد اشُتهر بآرائه المعارضة للعبودية والمؤيدة بشكل كبير لحزب الأرض الحرة. خدم بلير في مجلس النواب بولاية ميزوري لفترة دامت من عام 1852 حتى عام 1856. كان الناطق الرسمي نيابة عن حزب الأرض الحرة، وانتُخِب باسم النظام الجمهوري في مجلس النواب الأمريكي عام 1856. في 14 يناير من عام 1858، ألقى بلير خطابًا عظيمًا وصف فيه العبودية بأنها مشكلة وطنية، واقترح حلّها من خلال التحرر التدريجي وتوطين العبيد المّحرَرين في أمريكا الجنوبية والوسطى. بعد عام في بوسطن، اكتسب شهرة وطنية من خطابه تحت عنوان «مصير أعراق هذه القارة».
بحلول نهاية فترة ولايته الأولى، هُزِمَ بلير في عرضه لانتخابه مرة أخرى في عام 1858 على يد جون آر. باريت. استمر في ذلك حتى نجح في المنافسة على النتائج، ووصل نهايةً إلى مقعد في مؤتمر الكونغرس السادس والثلاثين في الثامن من يونيو من عام 1860. ومع ذلك، قدّم استقالته بعد سبعة عشر يومًا فقط في 25 يونيو، ثم خسِرَ عرضه في الانتخابات الخاصة اللاحقة، فاحتُلّ المقعد من قِبل باريت في 3 ديسمبر. أثناء الانتخابات الدورية لعام 1860، أُعيد انتخابه لاحقًا في مؤتمر الكونغرس السابع والثلاثين، حيث شَغِل منصب رئيس لجنة الشؤون العسكرية الهامة. قدّم بلير استقالته من جديد في يوليو عام 1861، فأصبح عقيدًا في جيش الاتحاد. في عام 1862، فاز في انتخابات مؤتمر الكونغرس الثامن والثلاثين، لكن لسوء الحظ،  اضّطر بنفسه إلى التخلي عن مقعده في 10 يونيو من عام 1864 بعد منازعة خصمه، صموئيل نوكس، على النتائج وفوزه بها.
كانت عائلة «بلير» مؤيدة قوية «لأبراهام لنكولن» خلال فترة تولّيه الرئاسة، وفي المقابل تمتعت العائلة بوصاية سياسية من قِبَل لنكولن. في ديسمبر من عام 1863، قال لنكولن: «تتمتّع عائلة بلير بدرجة خارقة بروح الجماعة. تُعتبر عائلتهم مصدر تعاون وثيق. يُعدّ فرانك أملهم وكبرياءهم. لديهم طريقة للتواصل بشكل سريع مع أي شيء يقومون به، وخاصة مونتغمري ووالدهم النبيل.
في الأيام التي تلت انتخاب لينكولن رئيسًا، عندما اتّضح بأن العديد من الولايات الجنوبية كانت مؤيدة للانفصال، كان بلير من بين قادة حركة سياسية جديدة في ميزوري، وهي حزب الاتحاد غير المشروط، الذي دعا إلى استخدام قوات الدفاع المحلي شبه العسكرية، في حال لَزِمَ الأمر، لمنع ميزوري من الانفصال.

## عائلته
في عام 1847، تزوّج بلير من أبولين ألكساندر، ورُزقا بثمانية أطفال.

## التكريمات
قال وليام تي. شيرمان إثر سماعه لنبأ وفاة بلير: «لطالما كنت أراه واحدًا من أكثر الوطنيين صدقًا، وأكثرهم نزاهًة وشرفًا، وواحدًا من أكثر الجنود الشجعان الذين ولدتهم هذه البلاد على الإطلاق». كتب يوليسيس جرانت عن فرانك بلير في مذكراته أنه «لم يكن هناك رجل أكثر شجاعة منه، ولم يكن هناك من يطيع كل أوامر رئيسه في الرتبة بمثل ذلك اليقين الذي لا جدال فيه. لقد كان رجلاً جنديًا، وسياسيًا».
في عام 1885، شُيّد تمثال للسيناتور بلير على مدخل فورست بارك في سانت لويس عند تقاطع طريقي كينغشيواي وليندبل.
في عام 1899، تبرّعت ولاية ميزوري بتمثال مصنوع من الرخام تكريمًا لبلير، صنعه ألكساندر دويل، إلى صالة التماثيل الوطنية في كابيتول الولايات المتحدة.

## روابط خارجية
- فرانسيس بريستون بلير جونيور على موقع الموسوعة البريطانية (الإنجليزية)